# Saison 17 de Dancing with the Stars
Vous pouvez aider à l'améliorer ou bien discuter des problèmes sur sa page de discussion.
- Il n'est pas vérifiable et peut contenir des informations totalement erronées. Il est fortement conseillé aux contributeurs d'étayer son contenu par des sources fiables. Sans cela, sa suppression pourrait être envisagée. (si vous venez d'apposer le bandeau, veuillez cliquer sur ce lien pour créer la discussion et en afficher les indications). (Marqué depuis février 2025)
- Il peut contenir un travail inédit ou des déclarations non vérifiées. Vous pouvez l’améliorer en ajoutant des références. (Marqué depuis février 2025)

- Archive Wikiwix
- Bing
- Cairn
- DuckDuckGo
- E. Universalis
- Gallica
- Google
- G. Books
- G. News
- G. Scholar
- Persée
- Qwant
- (zh) Baidu
- (ru) Yandex
- (wd) trouver des œuvres sur Wikidata

Vous pouvez aider à l'améliorer ou bien discuter des problèmes sur sa page de discussion.
- Son admissibilité est à vérifier. Motif : manque de sources et de contenu notable, qui peut être éventuellement transféré dans l'article principal. Vous êtes invité à le compléter pour expliciter son admissibilité, en y apportant des sources secondaires de qualité. (Marqué depuis février 2025)
- Il ne cite pas suffisamment ses sources. Vous pouvez indiquer les passages à sourcer avec {{référence nécessaire}} ou {{Référence souhaitée}}, et inclure les références utiles en les liant aux notes de bas de page. (Marqué depuis février 2025)
- Certaines de ses couleurs nuisent à son accessibilité et ne respectent pas la charte graphique. Les couleurs ne sont pas interdites, mais il est conseillé d'en faire un usage modéré qui respecte les normes d'accessibilité. (Marqué depuis février 2025)
- Son texte doit être wikifié : il ne correspond pas à la mise en forme Wikipédia (style, typographie, liens internes, liens entre les wikis, etc.). (Marqué depuis février 2025)

- Archive Wikiwix
- Bing
- Cairn
- DuckDuckGo
- E. Universalis
- Gallica
- Google
- G. Books
- G. News
- G. Scholar
- Persée
- Qwant
- (zh) Baidu
- (ru) Yandex
- (wd) trouver des œuvres sur Wikidata

Dancing with the Stars revient pour sa dix-septième saison le 16 septembre 2013. Tom Bergeron et Brooke Burke Charvet reviennent en tant que présentateurs, tandis que Carrie Ann Inaba, Len Goodman et Bruno Tonioli sont les juges. Le cast a été annoncé le 4 septembre 2013, durant l'émission Good Morning America.
C'est la première saison depuis le début où il n'y a pas de "results show". L'autre changement est la suppression de la zone sky-box d'où Brooke Burke-Charvet interviewait les danseurs après leurs performances. À la place, les couples sont logés dans un nouvel espace de places assises situé près de la table des juges, laquelle a été déplacée du côté opposé de la salle de bal. Une salle de maquillage et une de répétition ont été ajoutées là où Charvet peut discuter avec les couples avant et après leurs performances. Également, les éliminations se déroulent à la fin de la même nuit du prime dansé.

## Couples
Le casting des douze personnalités et leurs danseurs professionnels ont été annoncés le 4 septembre 2013 dans Good Morning America.
Tous les précédents danseurs professionnels sont de retour pour la saison 17 à l'exception de Gleb Savchenko, Lindsay Arnold et Kim Johnson. Ils ont été remplacés par Tyne Stecklein, Emma Slater et Sasha Farber. Cependant, Savchenko et Arnold rejoindront Henry Byalikov et Witney Carson dans la Troupe de Danseurs, qui a été réduite à 4 danseurs professionnels.

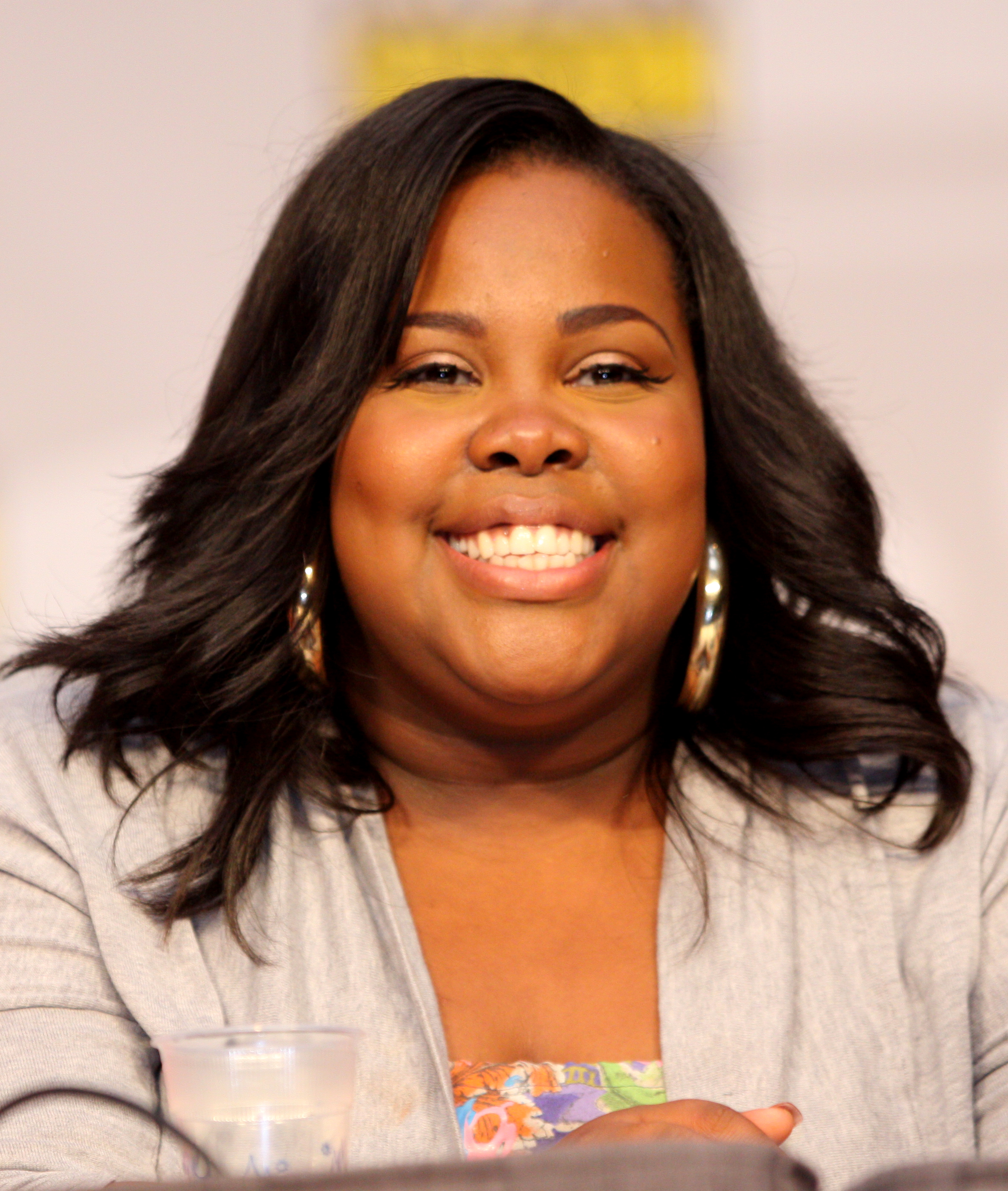
Amber Riley
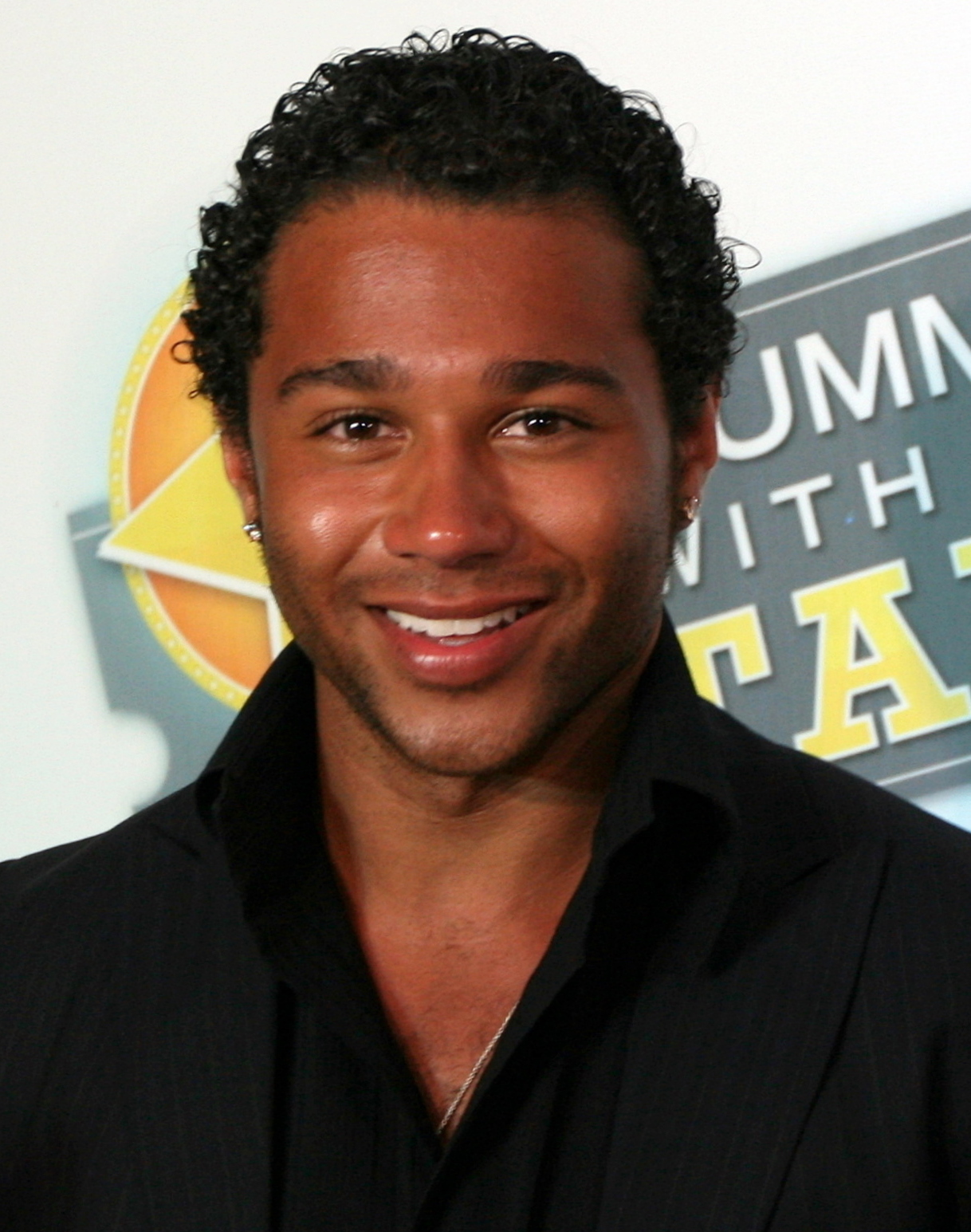
Corbin Bleu
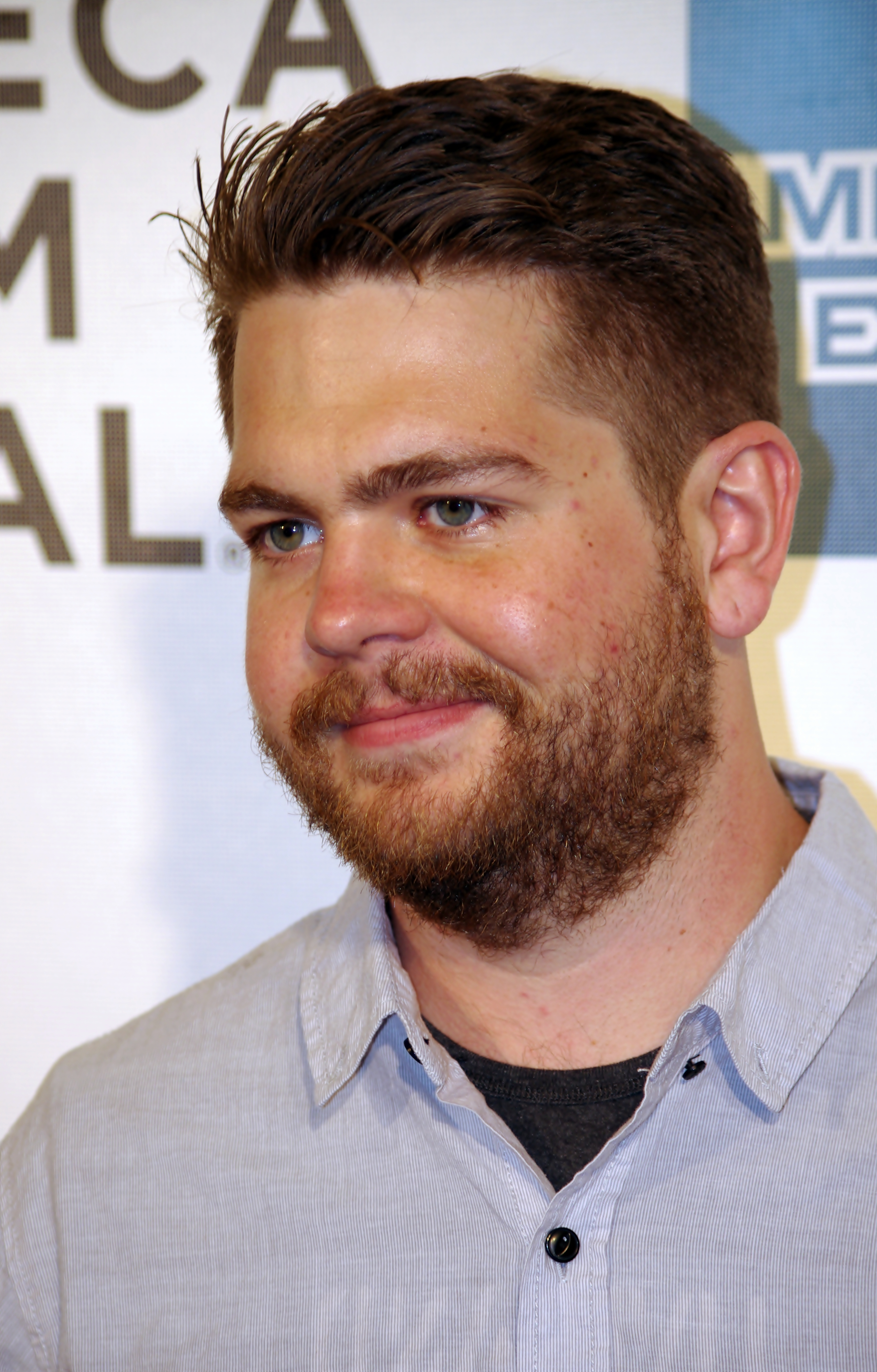
Jack Osbourne
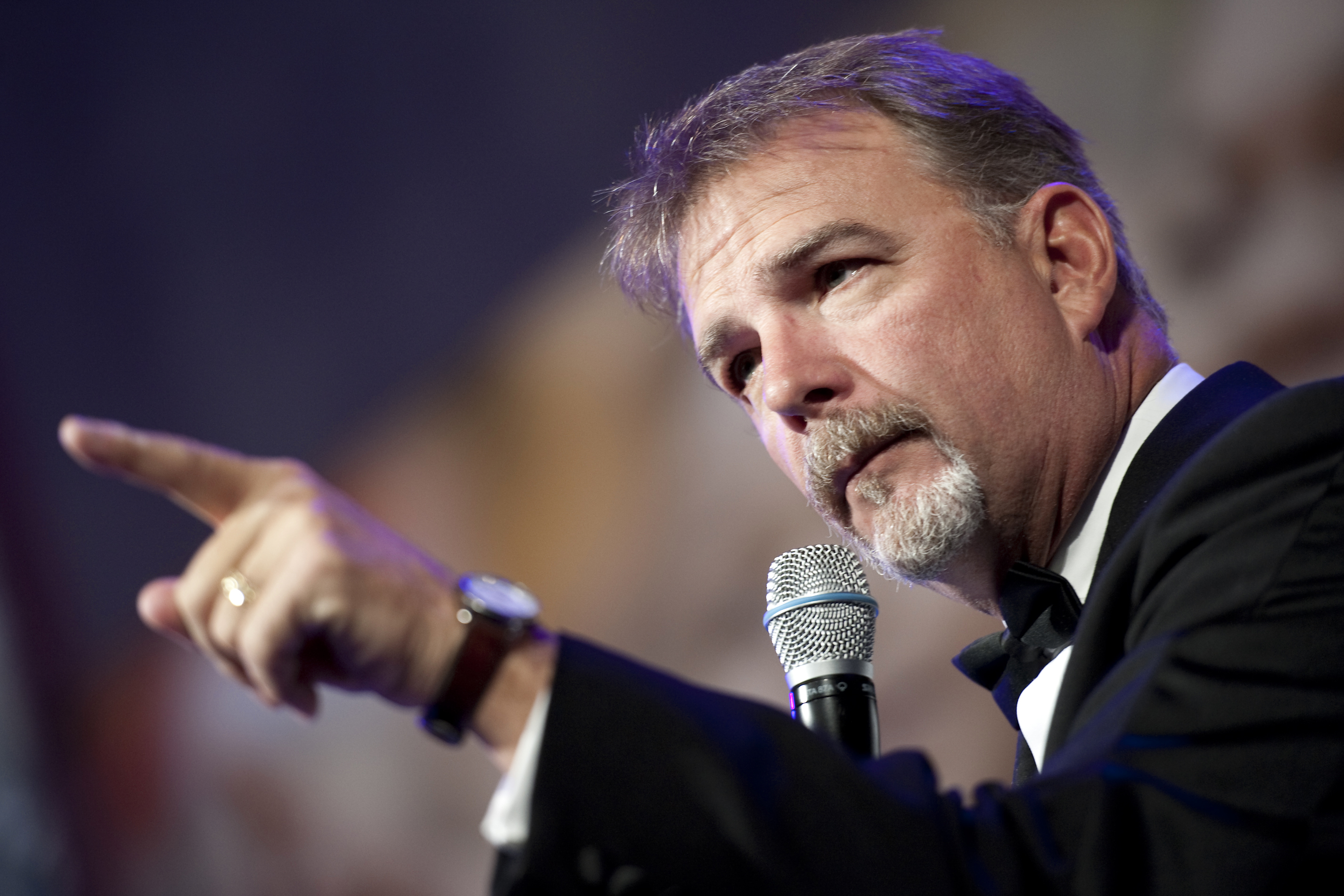
Bill Engvall
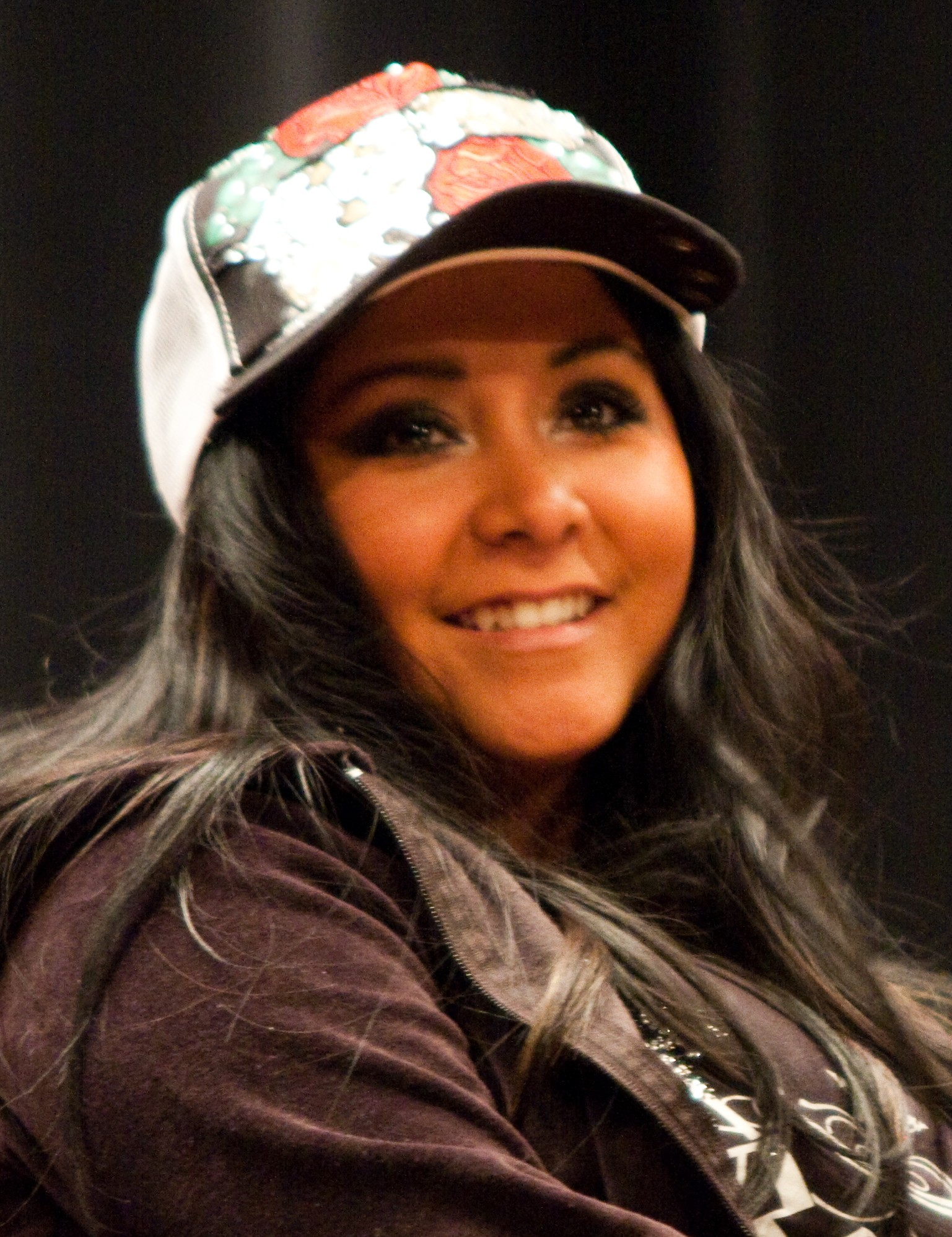
Nicole Polizzi

| Candidats               | Caractéristique                                        | Danseur/Danseuse | Arrivée   | Départ     | Statut                               |
| ----------------------- | ------------------------------------------------------ | ---------------- | --------- | ---------- | ------------------------------------ |
| Keyshawn Johnson        | Joueur de football américain                           | Sharna Burgess   | Semaine 1 | Semaine 2  | 1er Éliminé le 23 septembre 2013     |
| Bill Nye                | Scientifique                                           | Tyne Stecklein   | Semaine 1 | Semaine 3  | Éliminé le 30 septembre 2013         |
| Valerie Harper          | Actrice                                                | Tristan MacManus | Semaine 1 | Semaine 4  | Éliminé le 7 octobre 2013            |
| Christina Milian        | Chanteuse et coprésentatrice de The Voice (États-Unis) | Mark Ballas      | Semaine 1 | Semaine 5  | Éliminée le 14 octobre 2013          |
| Nicole "Snooki" Polizzi | Star de Bienvenue à Jersey Shore                       | Sasha Farber     | Semaine 1 | Semaine 7  | Éliminée le 28 octobre 2013          |
| Brant Daugherty         | Acteur (dont Pretty Little Liars)                      | Peta Murgatroyd  | Semaine 1 | Semaine 8  | Éliminé le 4 novembre 2013           |
| Elizabeth Berkley       | Actrice                                                | Val Chmerkovskiy | Semaine 1 | Semaine 9  | Éliminé le 11 novembre 2013          |
| Leah Remini             | Actrice                                                | Tony Dovolani    | Semaine 1 | Semaine 10 | Éliminé le 18 novembre 2013ion       |
| Bill Engvall            | Comédien                                               | Emma Slater      | Semaine 1 | Semaine 11 | Éliminé le 25 novembre 2013ion       |
| Jack Osbourne           | Star de Télé réalite et membre de la famille Osbourne  | Cheryl Burke     | Semaine 1 | Semaine 11 | Troisième place le 26 novembre, 2013 |
| Corbin Bleu             | Acteur (dont High School Musical)                      | Karina Smirnoff  | Semaine 1 | Semaine 11 | Deuxième place le 26 novembre, 2013  |
| Amber Riley             | Actrice et chanteuse                                   | Derek Hough      | Semaine 1 | Semaine 11 | Gagnante le 26 novembre, 2013        |

- Amber Riley
- Corbin Bleu
- Jack Osbourne
- Bill Engvall
- Nicole Polizzi

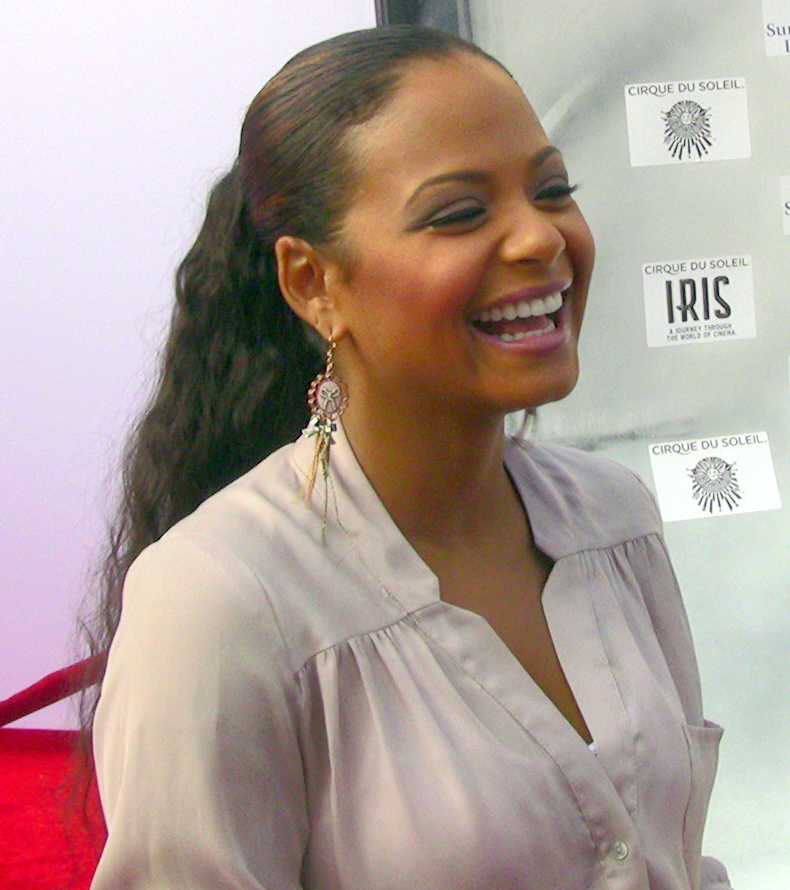
Christina Milian
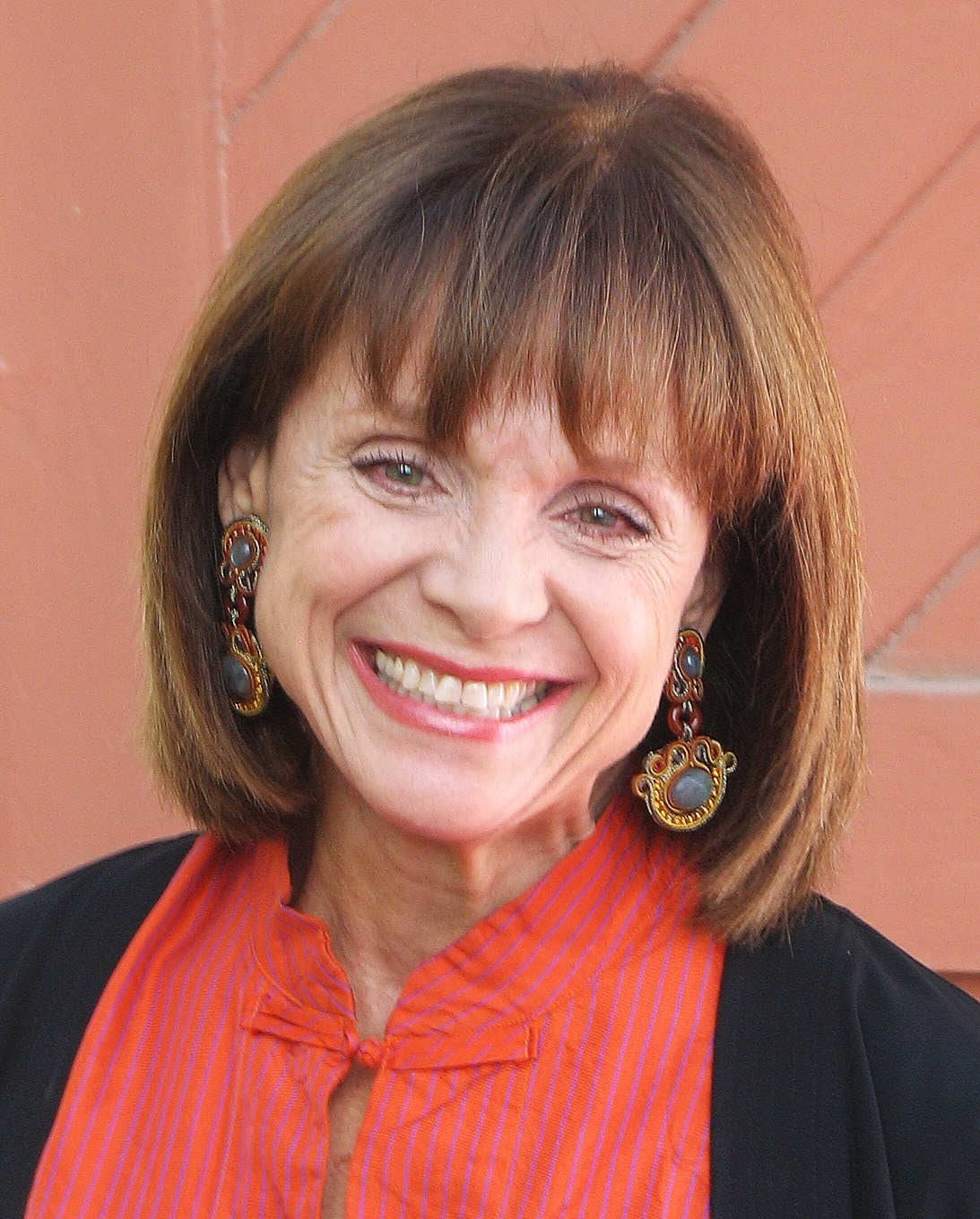
Valerie Harper
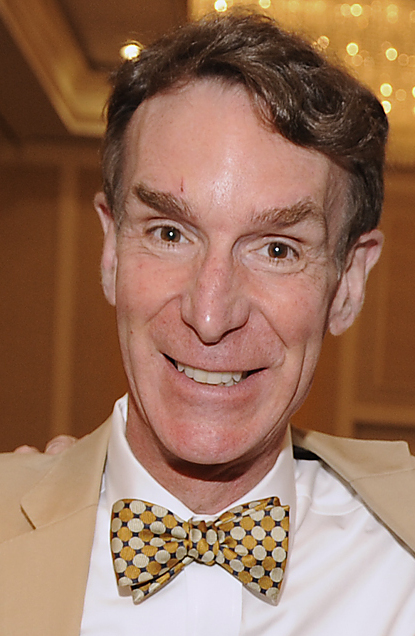
Bill Nye
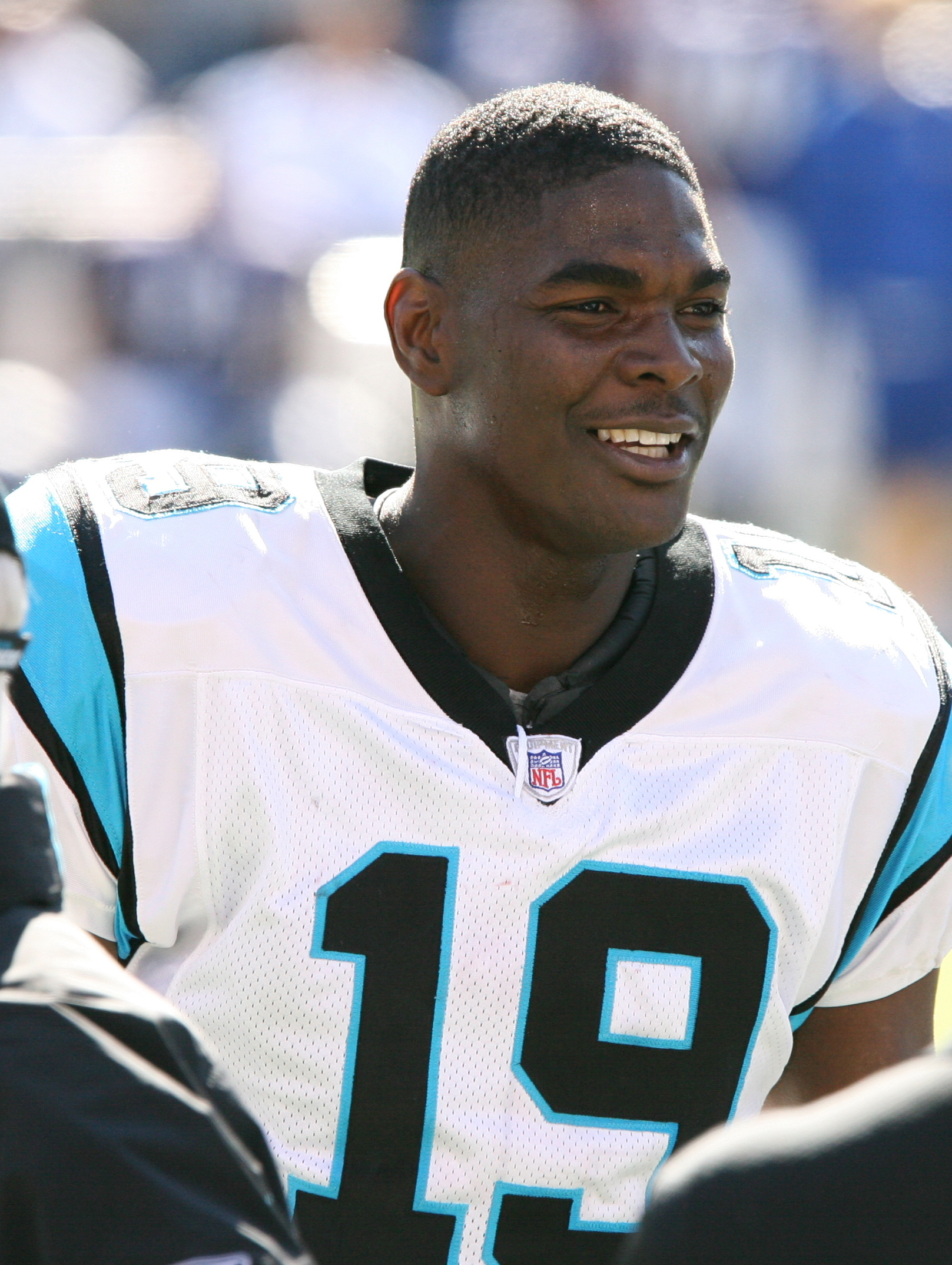
Keyshawn Johnson

## Score
| Corbin & Karina   | 2  | 24 | 26 | 50 | 26 | 27 | 28 | 23+4=27 | 29+30=59 | 86 | 27+3=30 | 28+30=58 | 35+40=75 | 27+5+30=62 | +27=89 |  |  |  |
| Bill E. & Emma    | 4  | 18 | 21 | 39 | 24 | 21 | 24 | 23+1=24 | 23+27=50 | 74 | 24      | 21+21=42 | 28+32=60 | 24+1+25=50 |        |  |  |  |
| Jack & Cheryl     | 3  | 23 | 24 | 47 | 22 | 24 | 27 | 25+2=27 | 27+30=57 | 84 | 27+3=30 | 29+25=54 | 33+38=71 | 24+2+30=56 | +27=83 |  |  |  |
| Amber & Derek     | 1  | 27 | 24 | 51 | 24 | 27 | 26 | 28+4=32 | 29+30=59 | 91 | 28      | 24+27=51 | 39+40=79 | 30+4+30=64 | +30=94 |  |  |  |
| Leah & Tony       | 5  | 21 | 24 | 45 | 24 | 24 | 22 | 27+1=28 | 26+27=53 | 81 | 25+3=28 | 27+27=54 | 32+33=65 |            |        |  |  |  |
| Elizabeth & Val   | 6  | 24 | 25 | 49 | 25 | 27 | 26 | 30+2=32 | 27+27=54 | 86 | 25      | 26+30=56 |          |            |        |  |  |  |
| Brant & Peta      | 7  | 22 | 23 | 45 | 27 | 21 | 27 | 28+3=31 | 27+30=57 | 88 | 27      |          |          |            |        |  |  |  |
| Nicole & Sasha    | 8  | 22 | 21 | 43 | 24 | 24 | 27 | 27+3=30 | 28+27=55 | 85 |         |          |          |            |        |  |  |  |
| Christina & Mark  | 9  | 22 | 25 | 47 | 26 | 24 | 28 |         |          |    |         |          |          |            |        |  |  |  |
| Valerie & Tristan | 10 | 21 | 19 | 40 | 16 | 18 |    |         |          |    |         |          |          |            |        |  |  |  |
| Bill N. & Tyne    | 11 | 14 | 17 | 31 | 16 |    |    |         |          |    |         |          |          |            |        |  |  |  |
| Keyshawn & Sharna | 12 | 17 | 18 | 35 |    |    |    |         |          |    |         |          |          |            |        |  |  |  |

Nombres rouges indique le plus bas score chaque semaine
Nombres verts indique le plus haut score chaque semaine
 le couple éliminé de la semaine
 le couple a été en danger
 le dernier couple à avoir été appelé
 le couple gagnant
 le couple arrivé en seconde place
 le couple arrivé en troisième place

### Moyennes
| Rang par moyenne | Place | Couple            | Total des points | Nombres de danses | Moyenne |
| ---------------- | ----- | ----------------- | ---------------- | ----------------- | ------- |
| 1                | 1     | Amber & Derek     | 444              | 16                | 27.8    |
| 2                | 2     | Corbin & Karina   | 438              | 16                | 27.4    |
| 3                | 6     | Elizabeth & Val   | 292              | 11                | 26.5    |
| 4                | 3     | Jack & Cheryl     | 417              | 16                | 26.1    |
| 5                | 7     | Brant & Peta      | 232              | 9                 | 25.8    |
| 6                | 8     | Nicole & Sasha    | 200              | 8                 | 25.0    |
| 6                | 9     | Christina & Mark  | 125              | 5                 | 25.0    |
| 8                | 5     | Leah & Tony       | 323              | 13                | 24.8    |
| 9                | 4     | Bill E. & Emma    | 341              | 15                | 22.7    |
| 10               | 10    | Valerie & Tristan | 74               | 4                 | 18.5    |
| 11               | 12    | Keyshawn & Sharna | 35               | 2                 | 17.5    |
| 12               | 11    | Bill N. & Tyne    | 47               | 3                 | 15.7    |

## Plus haut et plus bas score
Pour la première fois, le Charleston est officiellement inclus dans les tournantes de danses.
| Danse           | Meilleure danseur(s)      | Plus haut score | Pire danseurs(s)        | Plus bas score |
| --------------- | ------------------------- | --------------- | ----------------------- | -------------- |
| Cha-cha-cha     | Amber Riley               | 27              | Bill Nye                | 14             |
| Foxtrot         | Elizabeth Berkley         | 25              | Bill Engvall            | 18             |
| Contemporaine   | Brant Daugherty           | 27              | Christina Milian        | 22             |
| Samba           | Elizabeth Berkley         | 25              | Keyshawn Johnson        | 18             |
| Paso doble      | Christina Milian          | 25              | Bill Nye                | 17             |
| Jive            | Bill Engvall              | 21              |                         |                |
| Rumba           | Jack Osbourne Leah Remini | 24              | Nicole "Snooki" Polizzi | 21             |
| Quickstep       | Brant Daugherty           | 27              | Nicole "Snooki" Polizzi | 25             |
| Charleston      | Christina Milian          | 26              | Amber Riley             | 24             |
| Jazz            | Bill Nye                  | 16              | Bill Nye                | 16             |
| Valse           |                           |                 |                         |                |
| Salsa           |                           |                 |                         |                |
| Tango           |                           |                 |                         |                |
| Valse Viennoise | Valérie Harper            | 18              |                         |                |
| Tango argentin  |                           |                 |                         |                |
| Freestyle       |                           |                 |                         |                |

## Meilleure score et pire score par couples
| Couples           | Meilleure score       | Pire score             |
| ----------------- | --------------------- | ---------------------- |
| Elizabeth & Val   | Samba & Foxtrot (25)  | Contemporaine (24)     |
| Corbin & Karina   | Jive & Quickstep (26) | Contemporaine (24)     |
| Brant & Peta      | Quickstep (27)        | Cha-cha-cha (22)       |
| Bill E. & Emma    | Paso Doble (24)       | Foxtrot (18)           |
| Valerie & Tristan | Foxtrot (21)          | Cha-cha-cha (16)       |
| Christina & Mark  | Charleston (26)       | Contemporaine (22)     |
| Jack & Cheryl     | Rumba (24)            | Cha-cha-cha (22)       |
|                   |                       |                        |
| Nicole & Sasha    | Quickstep (25)        | Rumba (20)             |
| Leah & Tony       | Samba & Rumba (24)    | Foxtrot (21)           |
| Amber & Derek     | Cha-cha-cha (27)      | Jive & Charleston (24) |
| Bill N. & Tyne    | Paso Doble (17)       | Cha-cha-cha (14)       |
| Keyshawn & Sharna | Samba (18)            | Cha-cha-cha (17)       |

## Score, danse et musique par semaine
Les scores individuels (entre parenthèses) sont donnés dans l'ordre de gauche à droite par Carrie Ann Inaba, Len Goodman et Bruno Tonioli.

### Semaine 1
Ordre de passage
| Couple            | Score      | Danse         | Musique                                                     |
| ----------------- | ---------- | ------------- | ----------------------------------------------------------- |
| Brant & Peta      | 22 (7,8,7) | Cha-cha-cha   | "Blurred Lines"—Robin Thicke feat. T.I. & Pharrell Williams |
| Leah & Tony       | 21 (7,7,7) | Foxtrot       | Tears Dry on Their Own—Amy Winehouse                        |
| Corbin & Karina   | 24 (8,8,8) | Contemporaine | "If I Lose Myself"—OneRepublic                              |
| Jack & Cheryl     | 23 (8,8,7) | Foxtrot       | "Pack Up"—Eliza Doolittle                                   |
| Amber & Derek     | 27 (9,9,9) | Cha-cha-cha   | "Wings"—Little Mix                                          |
| Elizabeth & Val   | 24 (8,8,8) | Contemporaine | Imagine—John Lennon                                         |
| Bill N. & Tyne    | 14 (5,4,5) | Cha-cha-cha   | Weird Science—Oingo Boingo                                  |
| Keyshawn & Sharna | 17 (6,5,6) | Cha-cha-cha   | Treasure—Bruno Mars                                         |
| Christina & Mark  | 22 (7,7,8) | Contemporaine | "Clarity"—Zedd feat. Foxes                                  |
| Bill E. & Emma    | 18 (6,6,6) | Foxtrot       | "Hot Stuff"—Donna Summer                                    |
| Valerie & Tristan | 21 (7,7,7) | Foxtrot       | "Some Kind of Wonderful"—The Drifters                       |
| Nicole & Sasha    | 23 (8,8,7) | Cha-cha-cha   | "Wild Ones"—Flo Rida feat. Sia Furler                       |

### Semaine 11 La Finale
| Couple        | Résultat |
| ------------- | -------- |
| Amber & Derek | Gagnante |

### Semaine 3: Nuit Hollywood
Les couples dansent sur un thème de film précis et une danse du cinéma, liés au glamour et au monde de Hollywood.
Ordre de passage
| Couple            | Score      | Danse       | Musique                                                | Film/Thème                         | Résultat              |
| ----------------- | ---------- | ----------- | ------------------------------------------------------ | ---------------------------------- | --------------------- |
| Leah & Tony       | 24 (8,8,8) | Rumba       | "Skyfall"—Adele                                        | Skyfall                            | Sauvés                |
| Corbin & Karina   | 26 (9,8,9) | Quickstep   | Diga Diga Doo—Duke Ellington                           | Old Hollywood                      | Sauvés                |
| Elizabeth & Val   | 25 (8,9,8) | Foxtrot     | Come Fly with Me—Frank Sinatra                         | Come Fly with Me                   | Sauvés                |
| Brant & Peta      | 27 (9,9,9) | Quickstep   | Crazy in Love—Emeli Sandé et The Bryan Ferry Orchestra | Gatsby le Magnifique               | Sauvés                |
| Valerie & Tristan | 16 (6,5,5) | Cha-cha-cha | Grace Kelly—Mika                                       | Grace Kelly et Freddie Mercury     | Sauvés                |
| Bill E. & Emma    | 24 (8,8,8) | Paso Doble  | Ouverture de Guillaume Tell—Gioachino Rossini          | Lone Ranger : Naissance d'un héros | Sauvés                |
| Amber & Derek     | 24 (8,8,8) | Charleston  | Bang Bang—will.i.am                                    | Gatsby le Magnifique               | Sauvés                |
| Jack & Cheryl     | 22 (7,7,8) | Cha-cha-cha | "Hollywood Swinging"—Kool & the Gang                   | Be Cool                            | Sauvés                |
| Christina & Mark  | 26 (9,8,9) | Charleston  | Let Me Drown—The Wild Party                            | Vaudeville                         | Dernier à être appelé |
| Nicole & Sasha    | 25 (9,8,8) | Quickstep   | Diamonds Are a Girl's Best Friend—Marilyn Monroe       | Les hommes préfèrent les blondes   | Sauvés                |
| Bill N. & Tyne    | 16 (6,5,5) | Jazz        | Get Lucky—Daft Punk feat. Pharrell Williams            | Tron : L'Héritage                  | Éliminé               |

### Semaine 4
L'ancienne danseuse professionnelle Julianne Hough reviendra exceptionnellement en tant que juge en remplacement de Len Goodman.
Ainsi, les notes sont données dans l'ordre de gauche à droite: Carrie Ann Inaba, Julianne Hough, Bruno Tonioli.
Ordre de passage
| Couple            | Score      | Danse           | Musique                                                    | Résultat              |
| ----------------- | ---------- | --------------- | ---------------------------------------------------------- | --------------------- |
| Jack & Cheryl     | 24 (8,8,8) | Quickstep       | "Man Like That"—Gin Wigmore                                | Sauvé                 |
| Elizabeth & Val   | 27 (9,9,9) | Tango argentin  | "Symphony 6: Fair Thee Well & the Requiem Mix"—Emily Wells | Sauvée                |
| Brant & Peta      | 21 (7,7,7) | Salsa           | "Shake Señora"—Pitbull                                     | Dernier à être appelé |
| Valerie & Tristan | 18 (6,6,6) | Valse viennoise | "Carry On"—Fun.                                            | Éliminé               |
| Leah & Tony       | 24 (8,8,8) | Cha-cha-cha     | Papi—Jennifer Lopez                                        | Sauvée                |
| Corbin & Karina   | 27 (9,9,9) | Paso Doble      | Zorongo一Paco Peña                                         | Sauvé                 |
| Nicole & Sasha    | 24 (8,8,8) | Jive            | Mickey一Toni Basil                                         | Sauvée                |
| Christina & Mark  | 24 (8,8,8) | Foxtrot         | Sexy Silk—Jessie J                                         | Sauvée                |
| Amber & Derek     | 27 (9,9,9) | Tango           | Love Lockdown—Kanye West                                   | Sauvée                |
| Bill E. & Emma    | 21 (7,7,7) | Samba           | Cuban Pete—José Norman                                     | Sauvé                 |

### Semaine 5: Nuit de l'Année la Plus Mémorable
Cette semaine, chaque star doit choisir un souvenir personnel datant d'une année précise (c'est un autre genre du Personal Story).
Ordre de passage
| Couple           | Score         | Danse           | Musique                              | Résultat              |
| ---------------- | ------------- | --------------- | ------------------------------------ | --------------------- |
| Christina & Mark | 28 (9, 10, 9) | Cha-cha-cha     | "Forget You"—Cee Lo Green            | Éliminée              |
| Jack & Cheryl    | 27 (9, 9, 9)  | Valse           | "I'm Kissing You—Des'ree             | Sauvé                 |
| Leah & Tony      | 22 (7, 7, 8)  | Contemporaine   | "Roar"—Katy Perry                    | Dernier à être appelé |
| Corbin & Karina  | 28 (9, 9, 10) | Foxtrot         | "My Wish"—Rascal Flatts              | Sauvé                 |
| Bill E. & Emma   | 24 (8, 8, 8)  | Valse viennoise | She's Always a Woman—Billy Joel      | Sauvé                 |
| Nicole & Sasha   | 27 (9, 9, 9)  | Jazz            | "Work Bitch"—Britney Spears          | Sauvée                |
| Brant & Peta     | 27 (9, 9, 9)  | Contemporaine   | "Your Song"—Elton John               | Sauvé                 |
| Amber & Derek    | 26 (9, 7, 10) | Foxtrot         | "Try a Little Tenderness"—Glee cast  | Sauvée                |
| Elizabeth & Val  | 26 (8, 9, 9)  | Jive            | "I'm So Excited"—The Pointer Sisters | Sauvée                |

### Semaine 6: Switch-up Challenge
Lors du Switch-Up Challenge, les huit couples ont été divisés en deux groupes de quatre. Dans le même style que le marathon de danse, tous dansent sur quatre chansons sur lesquelles ils ne se sont pas entrainés et ont été notés sur leur capacité à interpréter la musique, la transition d'une chanson à l'autre et à rester dans le tempo.
- En raison d'un problème technique faussant les votes pris en compte pour un mauvais numéro de couples, il n'y a eu aucune élimination. À la place, les scores des juges sont gardés pour être ajoutés à ceux de la semaine suivante.

Ordre de passage
| Couple                                                      | Score         | Danse           | Musique |
| ----------------------------------------------------------- | ------------- | --------------- | --- |
| Bill E. & Emma                                              | 23 (8,8,7)    | Tango           | "Cheeseburger in Paradise"—Jimmy Buffett                                                                                   |
| Elizabeth & Val                                             | 30 (10,10,10) | Cha-cha-cha     | "Put Your Hands on Me"—Joss Stone                                                                                          |
| Leah & Tony                                                 | 27 (9,9,9)    | Quickstep       | "Man Wanted"—Copacabana |
| Brant & Peta                                                | 28 (9,10,9)   | Tango           | "The Night Out"—Martin Solveig                                                                                             |
| Amber & Derek                                               | 28 (10,8,10)  | Samba           | "Get It Right"—Fantasia Barrino                                                                                            |
| Jack & Cheryl                                               | 25 (8,9,8)    | Paso Doble      | "Conquest"—The White Stripes                                                                                               |
| Nicole & Sasha                                              | 27 (9,9,9)    | Foxtrot         | Build Me Up Buttercup—The Foundations                                                                                      |
| Corbin & Karina                                             | 23 (8,7,8)    | Valse viennoise | Game of Thrones Theme—Ramin Djawadi                                                                                        |
| Bill E. & Emma Jack & Cheryl Nicole & Sasha Corbin & Karina | 1 2 3 4       | Switch-Up 1     | Hot in Herre—Nelly In the Hall of the Mountain King—Edvard Grieg Let's Get It On—Marvin Gaye Doop—Doop                     |
| Leah & Tony Elizabeth & Val Brant & Peta Amber & Derek      | 1 2 3 4       | Switch-Up 2     | Sexy and I Know It—LMFAO The Blue Danube—Johann Strauss II Fulanito—Chillando Goma Shake a Tail Feather—The Blues Brothers |

### Semaine 7: Team Danse
Cette semaine, chaque couple se produit en individuel sur une danse non apprise et sur un freestyle en équipe. Les équipes ont été choisies par les couples avec le plus haut score : Amber & Derek (Team "FoxingAwesome") et Elizabeth & Val (Team "Spooky BomBom").
Ordre de passage
| Couple                                                    | Score          | Danse          | Musique                                  | Résultat                                 |
| --------------------------------------------------------- | -------------- | -------------- | ---------------------------------------- | ---------------------------------------- |
| Elizabeth & Val                                           | 27 (9, 9, 9)   | Quickstep      | "Dance Apocalyptic"—Janelle Monáe        | Sauvée                                   |
| Brant & Peta                                              | 27 (9, 9, 9)   | Jive           | Tutti Frutti—Little Richard              | Sauvé                                    |
| Leah & Tony                                               | 26 (9, 8, 9)   | Salsa          | I Know You Want Me (Calle Ocho)—Pitbull  | Sauvée                                   |
| Jack & Cheryl                                             | 27 (10, 8, 9)  | Jive           | Going Up the Country—Canned Heat         | Sauvé                                    |
| Amber & Derek                                             | 29 (10, 10, 9) | Paso Doble     | Diablo Rojo—Rodrigo y Gabriela           | Sauvée                                   |
| Bill E. & Emma                                            | 23 (8, 7, 8)   | Quickstep      | Viva Las Vegas—Elvis Presley             | Dernier à être sauvé                     |
| Nicole & Sasha                                            | 27 (9, 9, 9)   | Samba          | Hey Mama—Black Eyed Peas                 | Éliminée                                 |
| Corbin & Karina                                           | 29 (10, 9, 10) | Cha-cha-cha    | Pumpin Blood—NONONO                      | Sauvé                                    |
| Elizabeth & Val Bill E. & Emma Nicole & Sasha Leah & Tony | 27 (9, 9, 9)   | Team Freestyle | "Bom Bom"—Sam and the Womp               | "Bom Bom"—Sam and the Womp               |
| Amber & Derek Corbin & Karina Jack & Cheryl Brant & Peta  | 30 (10,10,10)  | Team Freestyle | "The Fox (What Does the Fox Say?)"—Ylvis | "The Fox (What Does the Fox Say?)"—Ylvis |

### Semaine 8: Nuit spéciale Cher
En remplacement de Len Goodman, la chanteuse et actrice Cher apparaît en tant que juge. 
Ainsi, les notes sont données dans l'ordre de gauche à droite: Carrie Ann Inaba, Cher, Bruno Tonioli.
Pour l'occasion, chaque couple danse sur un tube de la chanteuse.
- Il y a une double élimination.

Ordre de passage
| Couple          | Score         | Danse           | Musique                            | Résultat              |
| --------------- | ------------- | --------------- | ---------------------------------- | --------------------- |
| Corbin & Karina | 27 (9, 9, 9)  | Tango Argentin  | "Welcome to Burlesque"             | Sauvés                |
| Leah & Tony     | 25 (8, 9, 8)  | Valse Viennoise | "I Got You Babe"                   | Sauvés                |
| Brant & Peta    | 27 (9, 9, 9)  | Foxtrot         | "The Shoop Shoop Song"             | Éliminés              |
| Elizabeth & Val | 25 (8, 9, 8)  | Jazz            | "Bang Bang (My Baby Shot Me Down)" | Sauvés                |
| Bill E. & Emma  | 24 (8, 8, 8)  | Disco           | "Strong Enough"                    | Sauvés                |
| Jack & Cheryl   | 27 (9, 9, 9)  | Tango           | "The Beat Goes On"                 | Dernier à être appelé |
| Amber & Derek   | 28 (9, 9, 10) | Rumba           | "If I Could Turn Back Time"        | Sauvés (immunité)     |

| Couple          | Vote des Juges         | Danse       | Musique               | Résultat         |
| --------------- | ---------------------- | ----------- | --------------------- | ---------------- |
| Corbin & Karina | Corbin, Corbin, Corbin | Cha-cha-cha | "Woman's World"       | Gagnants (3 pts) |
| Elizabeth & Val | Corbin, Corbin, Corbin | Cha-cha-cha | "Woman's World"       | Perdants         |
| Leah & Tony     | Leah, Leah, Brant      | Rumba       | "I Found Someone"     | Gagnants (3 pts) |
| Brant & Peta    | Leah, Leah, Brant      | Rumba       | "I Found Someone"     | Perdants         |
| Jack & Cheryl   | Jack, Jack, Jack       | Disco       | "Song for the Lonely" | Gagnants (3 pts) |
| Bill E. & Emma  | Jack, Jack, Jack       | Disco       | "Song for the Lonely" | Perdants         |

### Semaine 9: Trio Challenge
Ordre de passage
| Couple (Partenaire pour le Trio) | Score           | Danse           | Musique                                      | Résultat              |
| -------------------------------- | --------------- | --------------- | -------------------------------------------- | --------------------- |
| Amber & Derek (Mark Ballas)      | 24 (8, 8, 8)    | Quickstep       | "That's It!"—Preservation Hall Jazz Band     | Sauvés                |
| Amber & Derek (Mark Ballas)      | 27 (9, 9, 9)    | Salsa           | "Que Viva la Vida"—Wisin                     | Sauvés                |
| Leah & Tony (Henry Byalikov)     | 27 (9, 9, 9)    | Tango           | "Love Me Again"—John Newman                  | Sauvés                |
| Leah & Tony (Henry Byalikov)     | 27 (9, 9, 9)    | Jive            | "We're Not Gonna Take It"—Twisted Sister     | Sauvés                |
| Corbin & Karina (Witney Carson)  | 28 (9, 9, 10)   | Valse           | "Apologize"—OneRepublic                      | Sauvés                |
| Corbin & Karina (Witney Carson)  | 30 (10, 10, 10) | Jazz            | "Yeah!"—Usher feat. Lil' Jon & Ludacris      | Sauvés                |
| Jack & Cheryl (Sharna Burgess)   | 29 (10, 10, 9)  | Valse Viennoise | "Let Me Go"—Avril Lavigne feat. Chad Kroeger | Sauvés                |
| Jack & Cheryl (Sharna Burgess)   | 25 (8, 8, 9)    | Samba           | "I Wan'na Be Like You"—Big Bad Voodoo Daddy  | Sauvés                |
| Bill E. & Emma (Peta Murgatroyd) | 21 (7, 7, 7)    | Charleston      | "Yakety Yak"—The Coasters                    | Dernier à être appelé |
| Bill E. & Emma (Peta Murgatroyd) | 21 (7, 7, 7)    | Salsa           | "Candy"—Robbie Williams                      | Dernier à être appelé |
| Elizabeth & Val (Gleb Savchenko) | 26 (9, 8, 9)    | Valse Viennoise | "Young and Beautiful"—Lana Del Rey           | Éliminés              |
| Elizabeth & Val (Gleb Savchenko) | 30 (10, 10, 10) | Salsa           | "Pucko"—Bonde do Rolê                        | Éliminés              |

### Semaine 10: Nuit Plugged/Unplugged (demi-finale)
Ordre de passage
| Couple          | Score               | Danse           | Musique                                                             | Résultat                |
| --------------- | ------------------- | --------------- | ------------------------------------------------------------------- | ----------------------- |
| Leah & Tony     | 32 (8, 8, 8, 8)     | Paso Doble      | "Bad Romance"—Lady Gaga                                             | Éliminés                |
| Leah & Tony     | 33 (8, 8, 8, 9)     | Tango Argentin  | "Bad Romance"—Lady Gaga                                             | Éliminés                |
| Corbin & Karina | 35 (9, 8, 9, 9)     | Tango           | "My Songs Know What You Did in the Dark (Light Em Up)"—Fall Out Boy | Sauvés                  |
| Corbin & Karina | 40 (10, 10, 10, 10) | Rumba           | "My Songs Know What You Did in the Dark (Light Em Up)"—Fall Out Boy | Sauvés                  |
| Jack & Cheryl   | 33 (8, 8, 9, 8)     | Jazz            | Roxanne—The Police                                                  | Sauvés                  |
| Jack & Cheryl   | 38 (10, 9, 9, 10)   | Tango           | Roxanne—The Police                                                  | Sauvés                  |
| Bill E. & Emma  | 28 (7, 7, 7, 7)     | Cha-cha-cha     | Sexy and I Know It—LMFAO                                            | Derniers à être appelés |
| Bill E. & Emma  | 32 (8, 8, 8, 8)     | Tango Argentin  | Sexy and I Know It—LMFAO                                            | Derniers à être appelés |
| Amber & Derek   | 39 (10, 10, 9, 10)  | Jazz            | "Locked Out of Heaven—Bruno Mars                                    | Sauvés                  |
| Amber & Derek   | 40 (10, 10, 10, 10) | Valse viennoise | "Locked Out of Heaven—Bruno Mars                                    | Sauvés                  |

## Tableau des danses
Les célébrités dansent sur une danse différente chaque semaine:
- Semaine 1: Cha-cha-cha, Foxtrot ou Contemporaine.
- Semaine 2: Jive, Quickstep, Jazz, ou Samba (Nuit latine)
- Semaine 3: Quickstep, Jazz, Foxtrot, Charleston ou une danse non-apprise (Nuit Hollywood)
- Semaine 4: Une danse non-apprise
- Semaine 5: Une danse non-apprise (Most Memorable Year Night)
- Semaine 6: Une danse non-apprise + Danse Switch-Up (Switch-Up Challenge)
- Semaine 7: Une danse non-apprise + Team Danse (Danses Team)
- Semaine 8: Une danse non-apprise + Dance-offs (Cher Week)
- Semaine 9: Une danse non-apprise + Danse en trio (Trio Challenge)
- Semaine 10: deux danses non-apprise (Plugged/Unplugged Night / Demi-finale)
- Semaine 11: La Finale
  - Nuit 1 – le choix des juges, relais Samba & [freestyle (Top 4)
  - Nuit 2 – Challenge Fusion 24h (Top 3)

| Corbin & Karina   | Contemporaine | Jive       | Quickstep   | Paso Doble     | Foxtrot         | Valse viennoise | Switch-up 1 | Cha-cha-cha | Freestyle | Tango Argentin  | Cha-cha-cha | Valse           | Jazz  | Tango Argentin | Jive            | Relais Samba    | Freestyle    |           |  |  |
| Bill E. & Emma    | Foxtrot       | Jive       | Paso Doble  | Samba          | Valse viennoise | Tango           | Switch-up 1 | Quickstep   | Freestyle | Disco           | Disco       | Charleston      | Salsa | Cha-cha-cha    | Tango Argentin  | Valse viennoise | Relais Samba | Freestyle |  |  |
| Jack & Cheryl     | Foxtrot       | Rumba      | Cha-cha-cha | Quickstep      | Valse           | Paso Doble      | Switch-up 1 | Jive        | Freestyle | Tango           | Disco       | Valse viennoise | Samba | Jazz           | Tango Argentin  | Jive            | Relais Samba | Freestyle |  |  |
| Amber & Derek     | Cha-cha-cha   | Jive       | Charleston  | Tango          | Foxtrot         | Samba           | Switch-up 2 | Paso Doble  | Freestyle | Rumba           | Immunité    | Quickstep       | Salsa | Jazz           | Valse viennoise | Charleston      | Relais Samba | Freestyle |  |  |
| Leah & Tony       | Foxtrot       | Samba      | Rumba       | Cha-cha-cha    | Contemporaine   | Quickstep       | Switch-up 2 | Salsa       | Freestyle | Valse viennoise | Rumba       | Tango           | Jive  | Paso Doble     | Tango Argentin  |                 |              |           |  |  |
| Elizabeth & Val   | Contemporaine | Samba      | Foxtrot     | Tango          | Jive            | Cha-cha-cha     | Switch-up 2 | Quickstep   | Freestyle | Jazz            | Cha-cha-cha | Valse viennoise | Salsa |                |                 |                 |              |           |  |  |
| Brant & Peta      | Cha-cha-cha   | Rumba      | Quickstep   | Salsa          | Contemporaine   | Tango           | Switch-up 2 | Jive        | Freestyle | Foxtrot         | Rumba       |                 |       |                |                 |                 |              |           |  |  |
| Nicole & Sasha    | Cha-cha-cha   | Rumba      | Quickstep   | Jive           | Jazz            | Foxtrot         | Switch-up 1 | Samba       | Freestyle |                 |             |                 |       |                |                 |                 |              |           |  |  |
| Christina & Mark  | Contemporaine | Paso Doble | Charleston  | Foxtrot        | Cha-cha-cha     |                 |             |             |           |                 |             |                 |       |                |                 |                 |              |           |  |  |
| Valerie & Tristan | Foxtrot       | Paso Doble | Cha-cha-cha | Viennese Waltz |                 |                 |             |             |           |                 |             |                 |       |                |                 |                 |              |           |  |  |
| Bill N. & Tyne    | Cha-cha-cha   | Paso Doble | Jazz        |                |                 |                 |             |             |           |                 |             |                 |       |                |                 |                 |              |           |  |  |
| Keyshawn & Sharna | Cha-cha-cha   | Samba      |             |                |                 |                 |             |             |           |                 |             |                 |       |                |                 |                 |              |           |  |  |

 Plus haut score
 Plus bas score
 Dansé, mais pas noté
 Points bonus pour cette danse
 Immunité gagnée pour la semaine

## Invités musicaux
| Date             | Style de danse | Artiste(s)             | Chanson(s)                         | Danseurs |
| ---------------- | -------------- | ---------------------- | ---------------------------------- | --- |
| 14 octobre 2013  | Jazz           | Aloe Blacc             | "Wake Me Up"                       | Derek Hough, Valentin Chmerkovskiy, Henry Byalikov, Jaymz Tuaileva, Sharna Burgess, Peta Murgatroyd, Lindsay Arnold et Witney Carson |
| 21 octobre 2013  | Freestyle      | Mika ft. Ariana Grande | "Popular Song"                     | Henry Byalikov, Lindsay Arnold, Jaymz Tuaileva et Witney Carson                                                                      |
| 4 novembre 2013  | Freestyle      | Cher                   | "Believe"                          | les danseurs de Cher, Lindsay Arnold, Witney Carson, Henry Byalikov, Tristan MacManus, Sharna Burgess et Mark Ballas                 |
| 4 novembre 2013  | Contemporaine  | Cher                   | "I Hope You Find It"               | Tyne Stecklein et Tony Dovolani |
| 25 novembre 2013 |                | Kellie Pickler         | "Little Bit Gypsy"                 | |
| 25 novembre 2013 | Samba          | TLC                    | "No Scrubs"                        | Finalistes |
| 26 novembre 2013 |                | Enrique Iglesias       | "Heart Attack"                     | |
| 26 novembre 2013 |                | Lady Antebellum        | "Compass"                          | |
| 26 novembre 2013 |                | Colbie Caillat         | "What a Wonderful World"           | Valerie Harper & Tristan MacManus |
| 26 novembre 2013 |                | Ylvis                  | "The Fox (What Does the Fox Say?)" | |

## Audience U.S
| Émission | Épisode                                            | Date de diffusion | Audiences (En Millions) | Taux (adultes 18–49) | Taux (ménagères) | Note |
| -------- | -------------------------------------------------- | ----------------- | ----------------------- | -------------------- | ---------------- | ---- |
| 1        | "Semaine 1: Premiere (Opening Night)"              | 16 septembre 2013 | 16.04                   | 3.1/9                | 10.4/16          |      |
| 2        | "Semaine 2: Latin Night"                           | 23 septembre 2013 | 25.09                   | 5.1/9                | 12.4/16          |      |
| 3        | "Semaine 3: Hollywood Night"                       | 30 septembre 2013 | 13.10                   | 2.0/5                | 8.3/12           |      |
| 4        | "Semaine 4"                                        | 7 octobre 2013    | 13.00                   | 2.0/6                |                  |      |
| 5        | "Semaine 5: Most Memorable Year Night"             | 14 octobre 2013   | 12.99                   | 2.1/6                |                  |      |
| 6        | "Semaine 6: Switch-up Challenge"                   | 21 octobre 2013   | 13.35                   | 2.0/5                |                  |      |
| 7        | "Semaine 7: Team Dances"                           | 28 octobre 2013   | 13.28                   | 2.1/9                |                  |      |
| 8        | "Semaine 8: Cher Week"                             | 4 novembre 2013   | 13.72                   | 2.0/5                |                  |      |
| 9        | "Semaine 9: Trio Challenge"                        | 11 novembre 2013  | 12.57                   | 1.7/5                |                  |      |
| 10       | "Semaine 10: Plugged/Unplugged Night (Semifinals)" | 18 novembre 2013  | 13.80                   | 2.0/6                |                  |      |